# Matthew Haywood
Matthew Haywood (Burton upon Trent, 11 de mayo de 1998) es un deportista británico que compite en remo.
Ganó una medalla de plata en el Campeonato Mundial de Remo de 2022 y una medalla de oro en el Campeonato Europeo de Remo de 2025. Participó en los Juegos Olímpicos de París 2024, ocupando el cuarto lugar en la prueba de cuatro scull.

## Palmarés internacional
| Campeonato Mundial | Campeonato Mundial       | Campeonato Mundial | Campeonato Mundial |
| Año                | Lugar                    | Medalla            | Prueba             |
| ------------------ | ------------------------ | ------------------ | ------------------ |
| 2022               | Račice (República Checa) | Medalla de plata   | Cuatro scull       |
| Campeonato Europeo |                          |                    |                    |
| Año                | Lugar                    | Medalla            | Prueba             |
| 2025               | Plovdiv (Bulgaria)       | Medalla de oro     | Cuatro scull       |